# 己連拿利
己連拿利（英語：Glenealy）同時是香港的街道和地方，地名全名為己連拿利谷（英語：Glenealy Ravine），位於香港香港島中環的政府山以西、畢打山以東。
己連拿利早期曾名為鐵崗及義律谷。義律谷改名，與義律去職有所關係。鐵崗名字的由來是來自干德道的鐵缸。己連拿利之前名為忌連拿利，名字來自維多利亞年代街道上的一座建築Glenealy，該建築為美國鴉片經銷商小華倫·德拉諾（美國第32任總統富兰克林·德拉诺·罗斯福的外祖父）所有，而該建築其後於1883年重建為聖母無原罪主教座堂。因「忌」有「忌諱」的意思，1970年左右將街名改為己連拿利。

## 道路位置

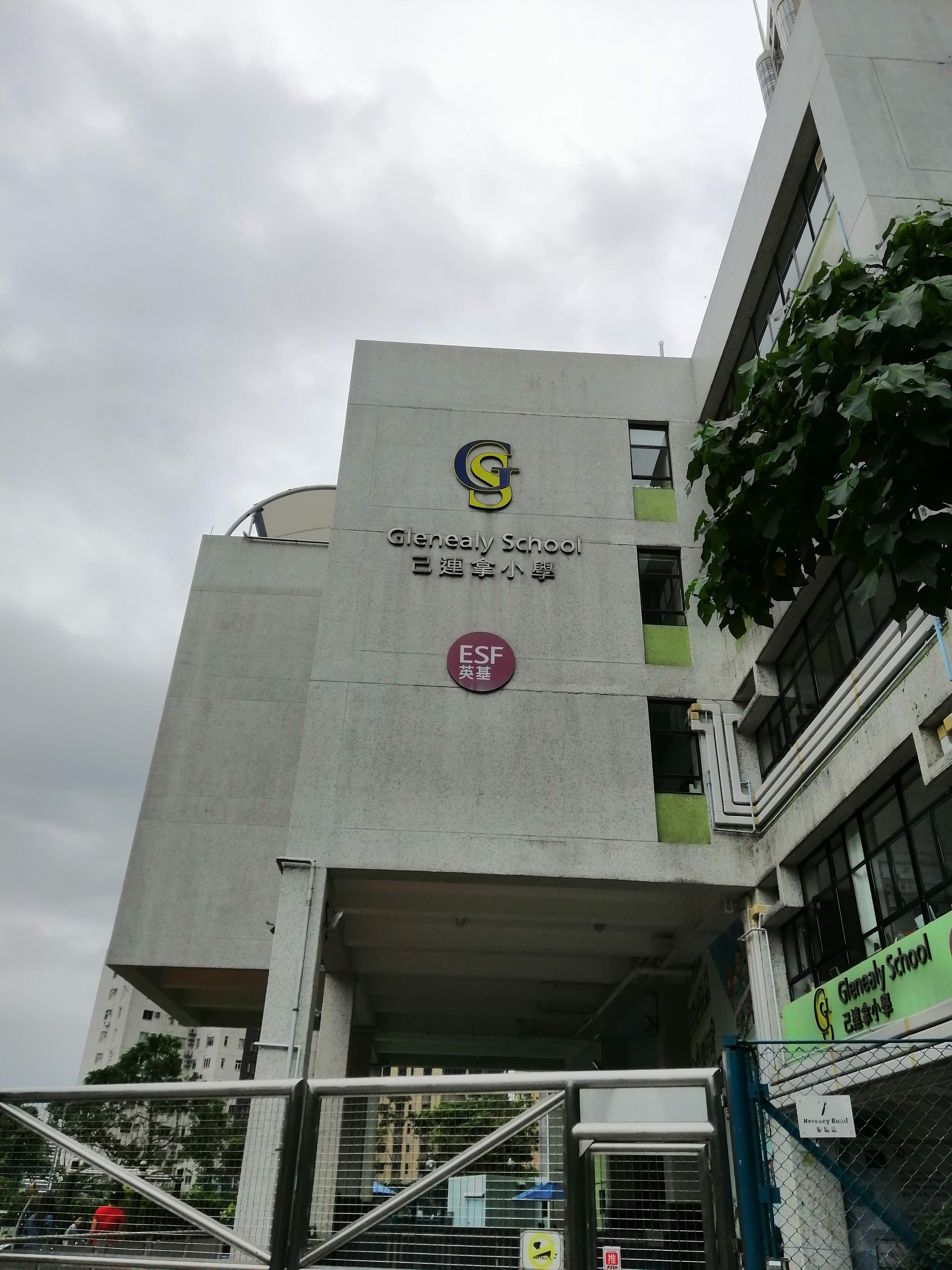
己連拿小學

而己連拿利這街道自為己連拿利谷起分為三段，向南伸延至山上的干德道。
北段自雲咸街、下亞厘畢道交界，藝穗會的所在地起，至堅道及上亞厘畢道相遇交架，此處有一行人隧道及公眾洗手間（己連拿利公廁）。
而中段自穿過行人隧道起為行車路，將堅道、上亞厘畢道及亞畢諾道交界，上山南行至、香港明愛大廈西餐廳入口、香港動植物公園西邊入口高主教書院地下入口及香港聖母無原罪主教座堂停車場連接，再向南行則是一段只可以行人的小山路，有山水流下。
南段則在羅便臣花園以南、香雪道以北之間，由行車天橋及斜路構成，稱為己連拿利天橋（英語：Glenealy Flyover），由小山路及樓梯開始駁上行車天橋，之後由行車斜路上干德道及香雪道交界。該段可給車輛由羅便臣道連接上干德道，於1979年12月13日由時任立法局議員鄧蓮如主持啟用儀式。

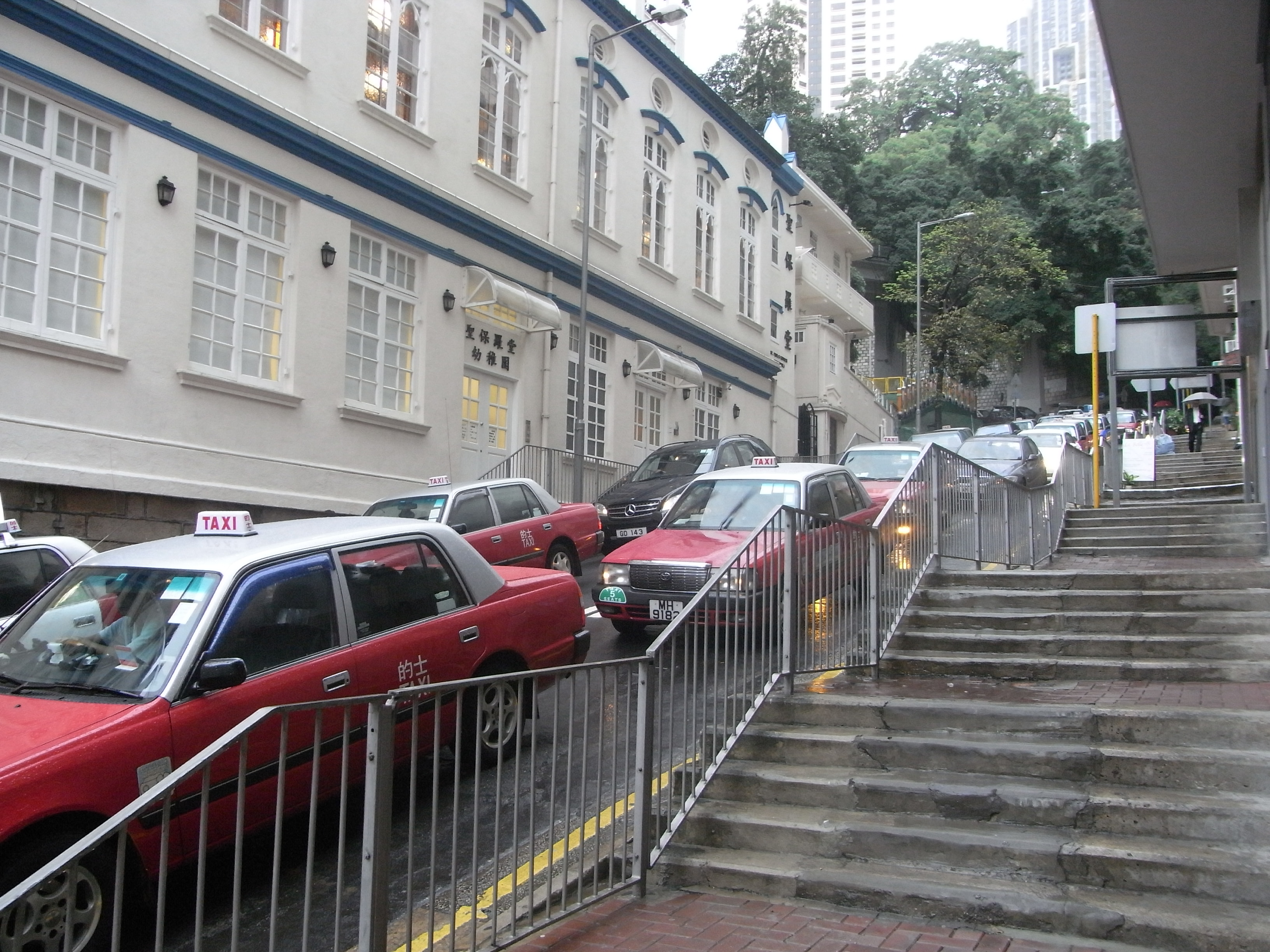
近雲咸街之一段

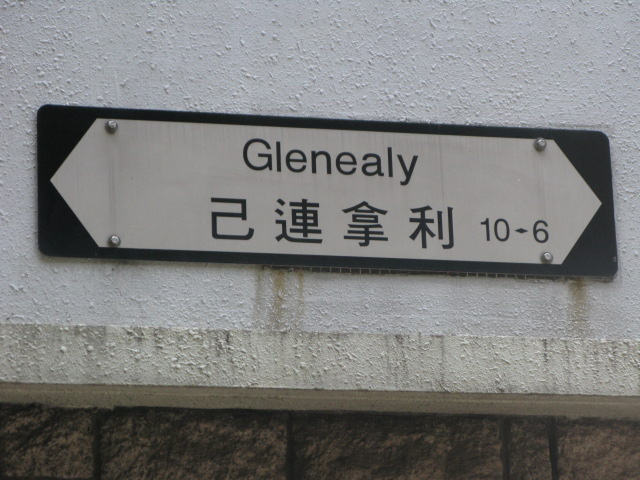
己連拿利路牌

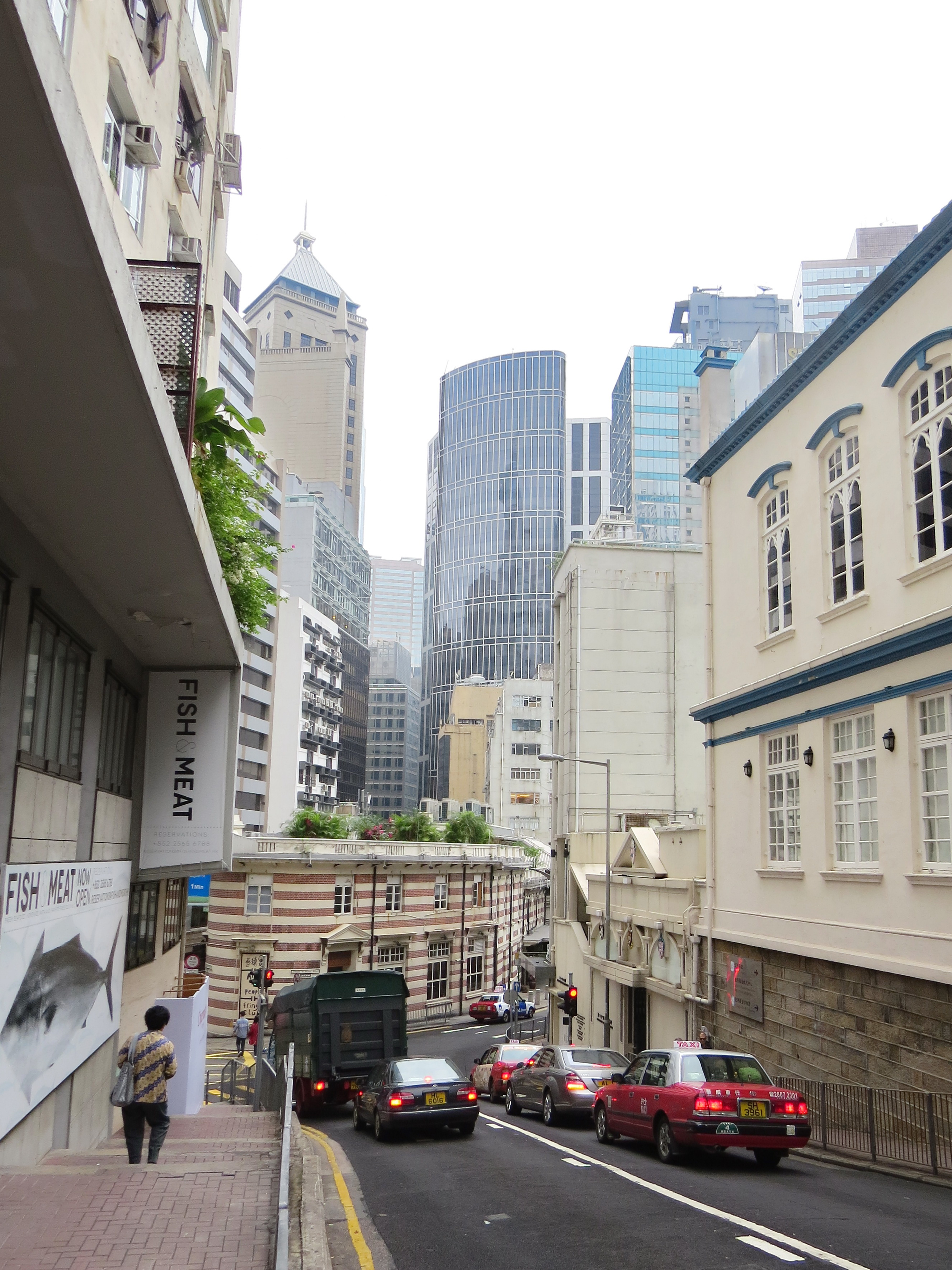
從己連拿利向北望，前方建築物為藝穗會。

## 道路名稱
該道路其英文名「Glenealy」是香港少數沒有中文和英文後綴，並以一個英文單字作為路名的道路，其他同樣只以一個英文單字作為路名的道路包括金鐘的金鐘道（Queensway）、荔枝角美孚新邨的百老匯街（Broadway）及堅尼地城的士美菲路（Smithfield）。